# Шевченко (Жданівська міська громада)
Шевче́нко — село Жданівської міської громади Горлівського району Донецької області, Україна. Населення становить 490 осіб.

## Географія
На північно-східній околиці села бере початок річка Вільхівка, права притока Вільхової.

## Загальні відомості
Відстань до Шахтарська становить близько 25 км і проходить переважно автошляхом Т 0517.
Шевченко розташоване між містами Жданівка та Хрестівка, а також селищами Дружне та Вільхівка Донецької області. Біля села бере початок річка Вільхівка.
Унаслідок російської військової агресії Шевченко перебуває на території ОРДЛО.

## Населення

### Мова
Розподіл населення за рідною мовою за даними перепису 2001 року:
| Мова       | Кількість | Відсоток |
| ---------- | --------- | -------- |
| російська  | 372       | 75.92%   |
| українська | 116       | 23.67%   |
| білоруська | 2         | 0.41%    |
| Усього     | 490       | 100%     |